# Gultoppig fingersvamp
Gultoppig fingersvamp (Ramaria testaceoflava) är en svampart som först beskrevs av Giacopo Bresàdola, och fick sitt nu gällande namn av Corner 1950. Enligt Catalogue of Life ingår Gultoppig fingersvamp i släktet Ramaria,  och familjen Gomphaceae, men enligt Dyntaxa är tillhörigheten istället släktet Ramaria,  och familjen Ramariaceae. Arten är reproducerande i Sverige. Inga underarter finns listade.